# Česlovas Sasnauskas
Česlovas Sasnauskas (1 de julho de 1867, Kapčiamiestis – 5 de janeiro de 1916, São Petersburgo) foi um compositor lituano.

## Vida
Sasnauskas trabalhou como organista em Vilkaviškis e em São Petersburgo após a relocalização em 1891.
Compôs dois requiems e várias cantatas, e muitas peças para órgão, publicou canções populares, bem como uma coleção de canções.